# Łódź Pabianicka
Łódź Pabianicka – przystanek kolejowy w Łodzi, między stacjami Łódź Kaliska i Łódź Chojny, przy wiadukcie nad ulicą Pabianicką (blisko skrzyżowania z al. Jana Pawła II / al. Bartoszewskiego). Budowa przystanku związana była z projektem Łódzkiej Kolei Aglomeracyjnej.

## Ruch pasażerski
| Rok  | Wymiana pasażerska na dobę |
| ---- | -------------------------- |
| 2017 | 300-499                    |
| 2022 | 1 000                      |
| 2023 | 1 100                      |

Otwarcie przystanku planowano początkowo na 20 października 2013, jednak ostatecznie uruchomiony został 15 grudnia 2013, wraz z wprowadzeniem rozkładu jazdy na 2014 rok.
Przystanek składa się z dwóch peronów jednokrawędziowych o długości 150 m. Na każdym peronie znajduje się zaprojektowana na potrzeby projektu budowy infrastruktury Łódzkiej Kolei Aglomeracyjnej wiata. Na perony prowadzą schody i windy, zlokalizowane na wschodnich krańcach peronów, od strony ulicy Pabianickiej.
Na przystanku Łódź Pabianicka zatrzymują się pociągi osobowe Łódzkiej Kolei Aglomeracyjnej, pociągi Regio spółki Przewozy Regionalne oraz wybrane pociągi PKP Intercity.